# Tropenpflanzer
Tropenpflanzer (abreviado Tropenpflanzer) fue una revista con descripciones botánicas que fue cofundada por Otto Warburg en el año y estuvo editándola durante 24 años. Es una revista especializada en agricultura tropical.